# Friedrich Steger
Friedrich Steger (* 25. Februar 1811 in Braunschweig; † 30. Dezember 1874 in Leipzig) war ein deutscher Übersetzer und Autor.

## Leben und Wirken
Friedrich Steger, der Sohn des Braunschweiger Professors für Geschichte und Geographie am Collegium Carolinum Johann Andreas Friedrich Steger (†  1828), besuchte das Gymnasium Katharineum und das Collegium Carolinum in Braunschweig. Ab 1829 studierte er Rechtswissenschaften zunächst in Jena, ab 1830 in München und ab 1831 erneut in Jena. Zu seinen akademischen Lehrern gehörte der Jurist Georg Friedrich Puchta. In Jena belegte er auch  Geschichtsvorlesungen des Historikers Heinrich Luden. Während seines Studiums wurde er 1829 Mitglied der Jenaischen Burschenschaft / Germania und 1830 Mitglied der Burschenschaft Germania München.
Von 1833 bis 1837 stand Steger wegen der Mitgliedschaft in einer verbotenen Studentenverbindung vor Gericht. Er wurde zu anderthalb Jahren Haft verurteilt. Während des laufenden Prozesses durfte er das juristische Staatsexamen nicht ablegen. Nach Verbüßung der Haftstrafe Ende 1839 verzichtete er auf die Prüfung, weil er als Vorbestrafter nicht mit einer Anstellung rechnen konnte.
Von Juli 1840 bis Februar 1841 gab Steger die „Braunschweigische Morgenzeitung“ heraus. Danach verließ er seine Heimatstadt Braunschweig und ging nach Leipzig. Dort lebte er, unterbrochen von einem zehnjährigen Aufenthalt in Meißen von 1848 bis 1858, bis an sein Lebensende.
Zeitgenössische Bekanntheit erlangte Steger als Übersetzer und Autor. Zu seinen Übersetzungen gehörten beispielsweise Reiseberichte von James Fenimore Cooper. Als Autor verfasste er einen Roman und mehrere Sachbücher, die sich vorwiegend historischen Themen wie dem Russlandfeldzug 1812 von Napoleon Bonaparte oder der Geschichte des Herrscherhauses der Welfen widmeten. Zwei seiner Bücher behandelten rechtliche Themen der Verfassung und des Strafprozessrechts für ein breites Lesepublikum.

## Werke (Auswahl)
Sachbücher:
- Das Haus der Welfen, 1843
- Der Feldzug von 1812, 1845
- Neueste Geschichte: 1815-1850, Westermann 1851
- Das Verfassungswesen oder das constitutionelle Princip, Mayer 1858
- Öffentlichkeit und Mündlichkeit im deutschen Strafverfahren, 1858
- Das Elsass mit Deutsch-Lothringen: Land und Leute, Ortsbeschreibung, Geschichte und Sage, Quandt und Händel, 1871

Roman:
- Die Reise in das Leben, 1840

Übersetzungen:
- Jean-Jacques Régis de Cambacérès: Vertrauliche Mittheilungen über die Männer und Ereignisse des alten Regime’s, 4 Teile, 1837
- James Fenimore Cooper: Erinnerungen aus Europa, 1837
- Thomas Skinner: Streifereien in Ostindien, 1837
- James Fenimore Cooper: Wanderungen in Italien, 2 Teile, 1838
- Thomas Babington Macaulay: Ausgewählte Schriften (= Sämmtliche Werke in fünfundzwanzig Bänden, Band 13–25). Westermann, Braunschweig 1861.